# 代讷
代讷（法語：Desnes，法語發音：[dɛn]）是法国汝拉省的一个市镇，位于该省西部，属于隆斯勒索涅区。

## 地理
代讷（46°45'52"N, 5°28'24"E）面积9.06 平方千米，位于法国勃艮第-弗朗什-孔泰大區汝拉省，该省份为法国东部内陆省份，北起上索恩省，西北接科多尔省，西临索恩-卢瓦尔省，南至安省，东与杜省和瑞士接壤。
与代讷接壤的市镇（或旧市镇、城区）包括：布莱特朗、科默纳耶、勒朗、塞耶河畔吕费、樊尚-弗鲁瓦德维尔。

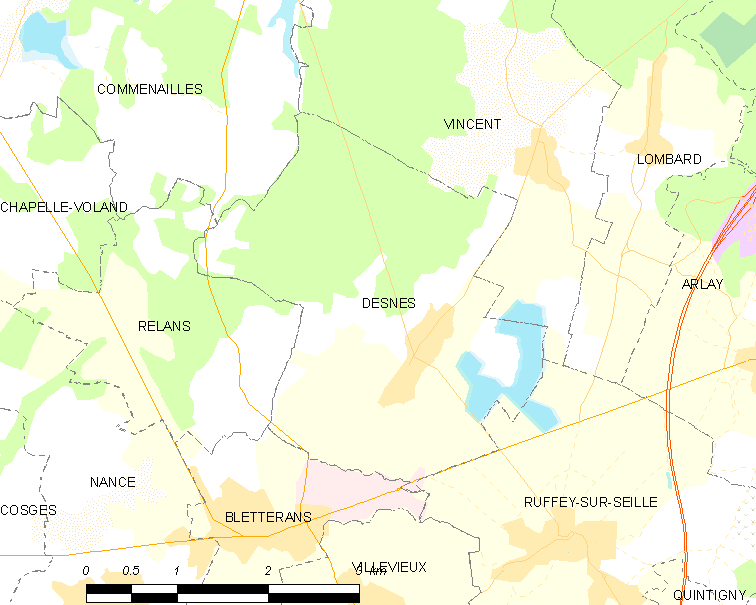
代讷的OSM定位图

代讷的时区为UTC+01:00、UTC+02:00（夏令时）。

## 行政
代讷的邮政编码为39140，INSEE市镇编码为39194。

## 政治
代讷所属的省级选区为布莱特朗县。

## 人口

1962-2008年间代讷人口变化图示

代讷于2022年1月1日时的人口数量为490人。